# 登別站
登別站（日语：／ Noboribetsu eki */?）是一個位於日本北海道登別市登別港町1丁目，屬於北海道旅客鐵道（JR北海道）室蘭本線的鐵路車站。車站編號是H28。電報略號是ノホ。事務管編是▲130317。站名源自阿伊努語的「nupur-pet」（深色的河）或「nupki-pet」（混濁的河）。
此站距離熱門旅遊地點登別溫泉最近的車站，所以除了特急「北斗」2號外，其餘的特急列車皆會停靠。可是，相比位於登別市中心、只有特急「鈴蘭」停靠的幌別站，本站的全年總人數及日均乘車人數都比幌別站少近45％。這是由於車站附近的房屋以旅館為主，真正的民居不多，周邊範圍也不及幌別站那麼密集，使本站主要依靠觀光客為主。

## 車站結構
2面3線的地面車站。1號月台與2號月台之間設有貨物列車專用待避線。配置上旅客列車的待避只限上行列車可進行。出口設於登別溫泉側1處。
社員配置站。

### 月台配置
| 月台 | 路線      | 方向 | 目的地                 | 備註               |
| ---- | --------- | ---- | ---------------------- | ------------------ |
| 1    | ■室蘭本線 | 下行 | 苫小牧、札幌方向       |                    |
| 2    | ■室蘭本線 | 上行 | 東室蘭、室蘭、函館方向 |                    |
| 3    | ■室蘭本線 | 上行 | 東室蘭、室蘭方向       | 此站始發、待避列車 |

## 使用情況
資料取自登別市統計書，以全年總人數除以該年的日數而得出。
| 年度   | 1日平均 乘客人數 | 來源  |
| ------ | ---------------- | ----- |
| 2011年 | 327              | [ 5 ] |
| 2012年 | 322              | [ 5 ] |
| 2013年 | 311              | [ 5 ] |
| 2014年 | 310              | [ 5 ] |
| 2015年 | 347              | [ 5 ] |
| 2016年 | 388              | [ 6 ] |
| 2017年 | 412              | [ 6 ] |

## 相鄰車站
北海道旅客鐵道（JR北海道）
■室蘭本線
- 特急「超級北斗」停靠站（北斗2號除外）
- 特急「鈴蘭」停靠站

■普通
富浦（H29）－登別（H28）－虎杖濱（H27）

### 曾經存在的路線
登別溫泉軌道
登別溫泉軌道線
登別站前－神威若

### 來源
1. ↑  日本国有鉄道旅客局(1984)『鉄道・航路旅客運賃・料金算出表 昭和59年４月20日現行』。
2. ↑  北海道庁.  (PDF). 北海道庁.   [2017-08-17]. （原始内容存档 (PDF)于2018-04-17）.
3. ↑  登別市官方網頁 - 概要 http://www.city.noboribetsu.hokkaido.jp/index.html （页面存档备份，存于）
4. ↑  . 登別観光協会.   [2015-04-13]. （原始内容存档于2015-04-14）.
5. ↑   (PDF). 平成28年版統計データ. 登別市. 2016  [2018-01-24]. （原始内容 (PDF)存档于2018-01-24）. 外部链接存在于|work= (帮助)
6. ↑   (PDF). 平成30年版統計データ. 登別市. 2018  [2019-04-22]. （原始内容 (PDF)存档于2018-01-24）. 外部链接存在于|work= (帮助)

## 外部連結
- JR北海道登別站網頁 （页面存档备份，存于）（日語）
- NHK 於2010年製作《日本木造站舍之旅》有閞登別駅的影片 （页面存档备份，存于）